# Chiesa di San Giusto a Ema
La chiesa di San Giusto a Ema è un luogo di culto cattolico in località Mezzana, nel territorio del comune di Bagno a Ripoli in provincia di Firenze, sede dell'omonima parrocchia appartenente all'arcidiocesi di Firenze.

## Storia
I primi documenti che citano la chiesa risalgono al secolo XII, quando era chiesa suffraganea della pieve di Santa Maria all'Impruneta. Tra il 1529 e il 1530 la campagna della Val d'Ema subì gli effetti disastrosi dell'assedio di Firenze e così anche la chiesa che nel 1541 non aveva ancora visto i suoi danni riparati. Poco più tardi, Bernardo Vecchietti, dimorante poco lontano nella sua Villa Il Riposo, contribuì al suo restauro, che fu concluso nel 1590, con l'aggiunta di un atrio coperto. Nel 1626 furono eretti gli altari laterali, mentre dal 1647 i Niccolini, nuovi patroni della chiesa subentrati ai Gherardini, procedettero a una nuova ristrutturazione che comprese la ricostruzione del portico nelle forme attuali e l'apertura del finestrone di facciata sormontato dal loro stemma. 
Nel 1787 fu costruito il campanile, mentre dieci anni più tardi, nel 1797 ebbe inizio la costruzione di un oratorio per la Compagnia del Santissimo Sacramento e della Concezione e a tal scopo si chiese, e alla fine si ottenne, di utilizzare le pietre della vicina, antica, ma ormai diruta, chiesa di Santa Maria a Carpineto. Nel 1801, terminato l'oratorio, si formò il caratteristico aspetto del complesso, formato da due facciate affiancate. A ciò si aggiunse anche un nuovo altare maggiore ornato da un affresco di San Giusto, eseguito tra 1801 e 1802 da Luigi Sabatelli e distrutto nel 1930 nell'ultimo intervento di ristrutturazione e ingrandimento.

## Descrizione

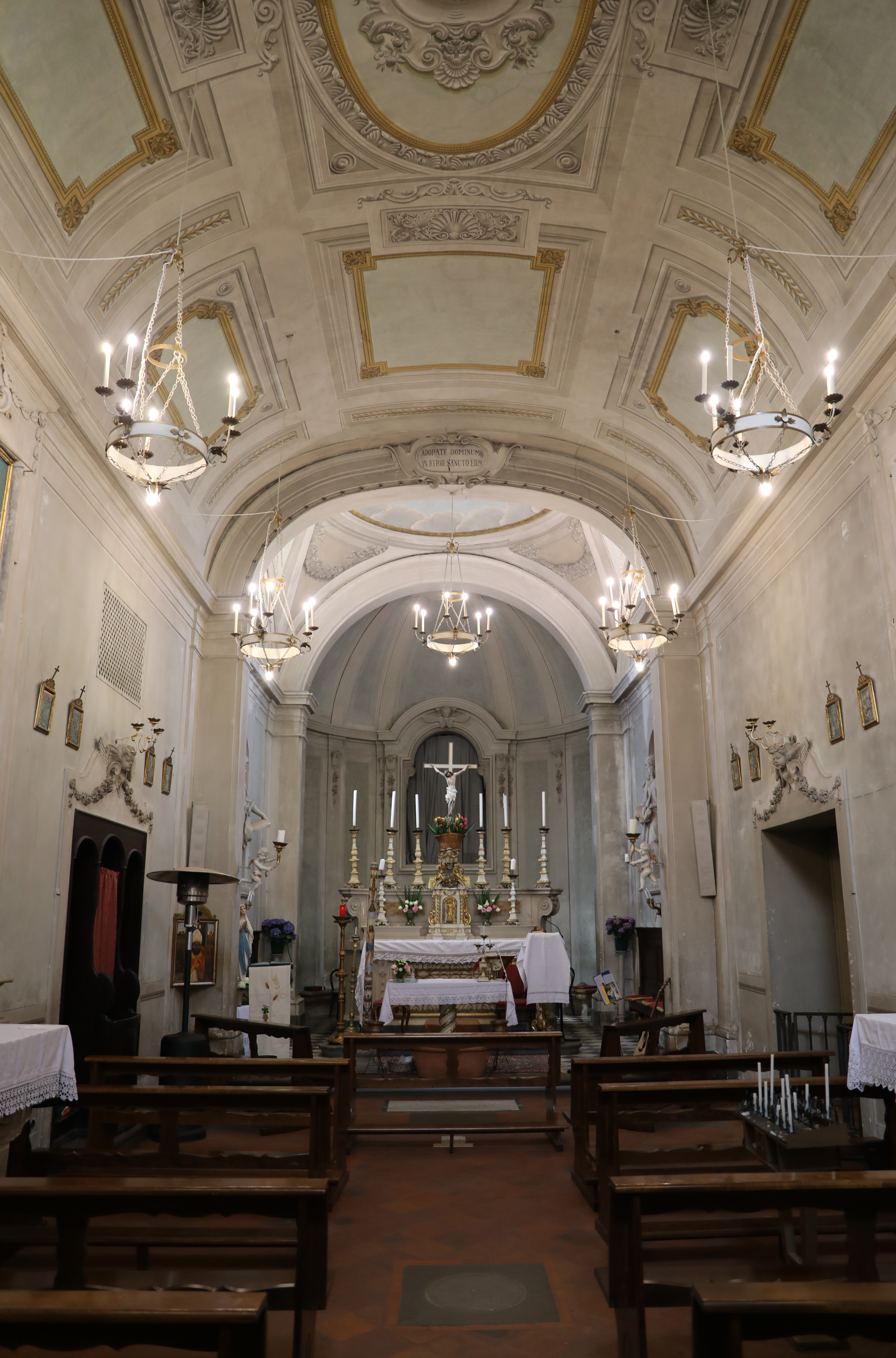
Interno

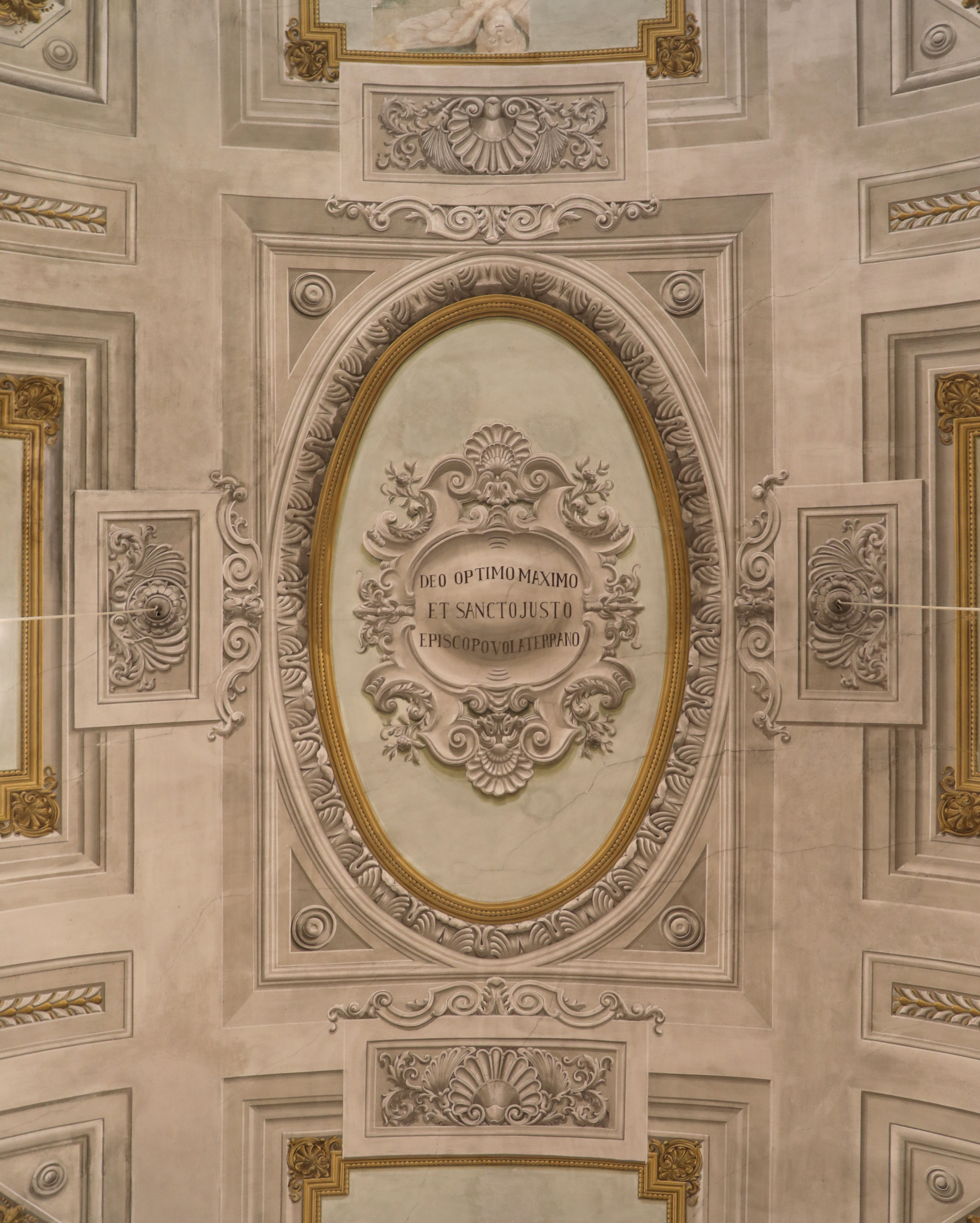
La volta

L'edificio ha subito nel corso dei secoli radicali trasformazioni che l'hanno privato delle sue caratteristiche architettoniche. All'interno si presenta ad unica navata conclusa da un'abside semicircolare, realizzata nel 1930. All'esterno, sopra la facciata decorata da un portichetto, si nota uno stemma Niccolini e una lapide oggi illeggibile, ma che nella foto della Soprintendenza del 1979 era ancora perfettamente conservata e recava memoria della cessione del patronato dai Gherardini al Niccolini nel 1643.
Vi si trova un'interessante pala sull'altare laterale di sinistra, con la Madonna in trono tra i santi Antonio abate e Barbara, opera del cosiddetto Maestro di Serumido (secolo XVI), che i marchesi Niccolini portarono nel 1787 dalla chiesa di San Procolo a Firenze; alcuni identificano questo maestro anonimo con Bastiano da Sangallo. Sulla controfacciata si vede una pala di Giovanni Camillo Sagrestani (Presentazione di Maria Vergine al tempio, 1700-1725 circa), mentre sull'altare di destra si trova la pala della Madonna col Bambino e angeli tra i santi Francesco e Girolamo, opera fiorentina del XVII secolo che reca al centro una rappresentazione della chiesa della Madonna della Tosse a Firenze. Il presbiterio e l'altare maggiore hanno invece decoraziuoni della seconda metà del Settecento, tra cui le statue di San Pietro e San Paolo della fine di quel secolo. 
Nella chiesa vi è anche l'organo a canne Tronci opus 1120, costruito nel 1835 e successivamente modificato; a trasmissione integralmente meccanica, dispone di 25 registri su unico manuale e pedale.
Nell'attiguo oratorio della Compagnia si trova un altare con una pala giovanile di Francesco Curradi (Immacolata Concezione, inizio del XVII secolo). In canonica è conservata una croce astile con formelle mistilinee di manifattura toscana, in rame a fusione,incisa sul recto e sul verso, del secolo XIV.

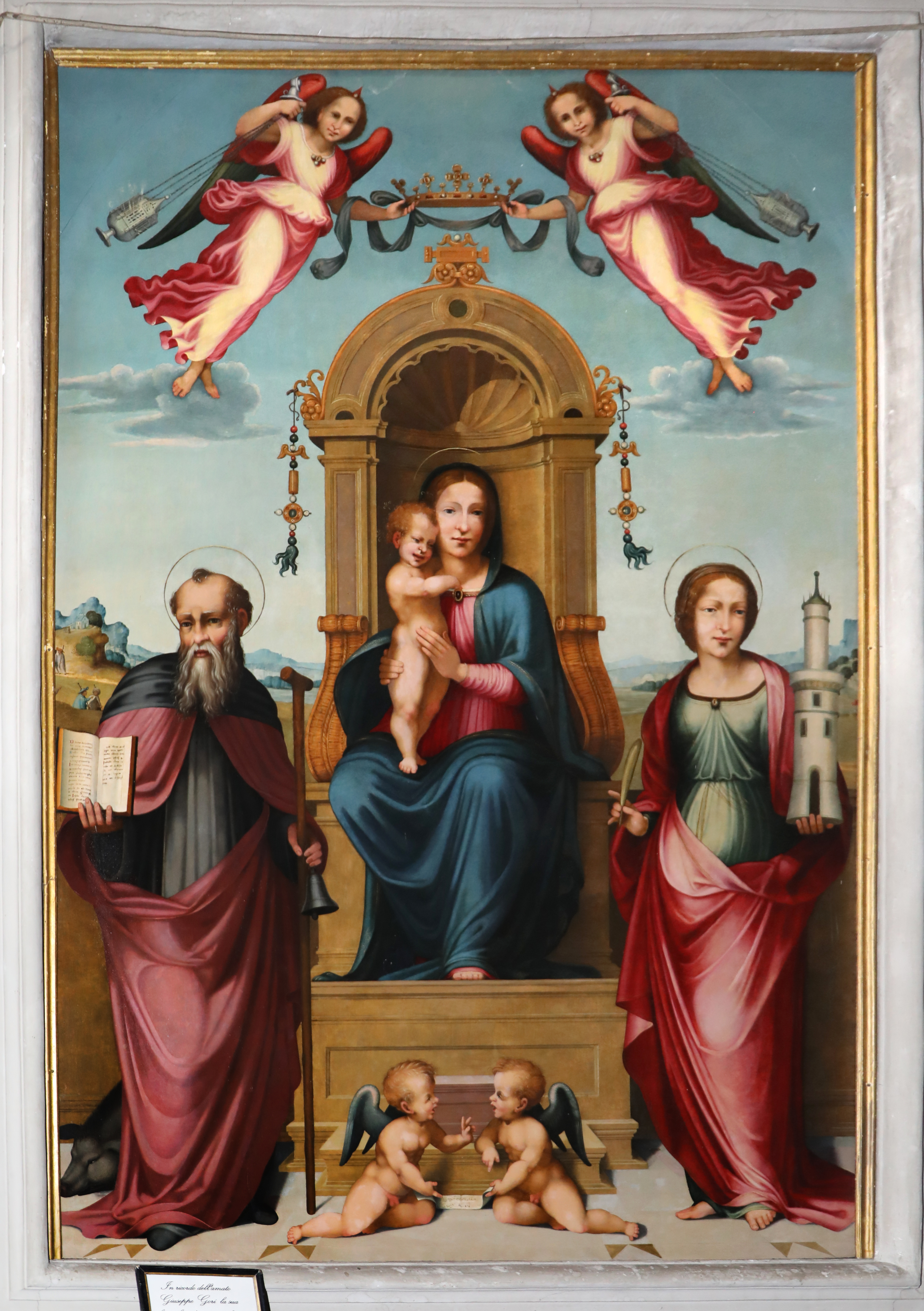
Maestro di Serumido, Madonna in trono tra i santi Antonio abate e Barbara, 1510-30 ca., da San Procolo a Firenze
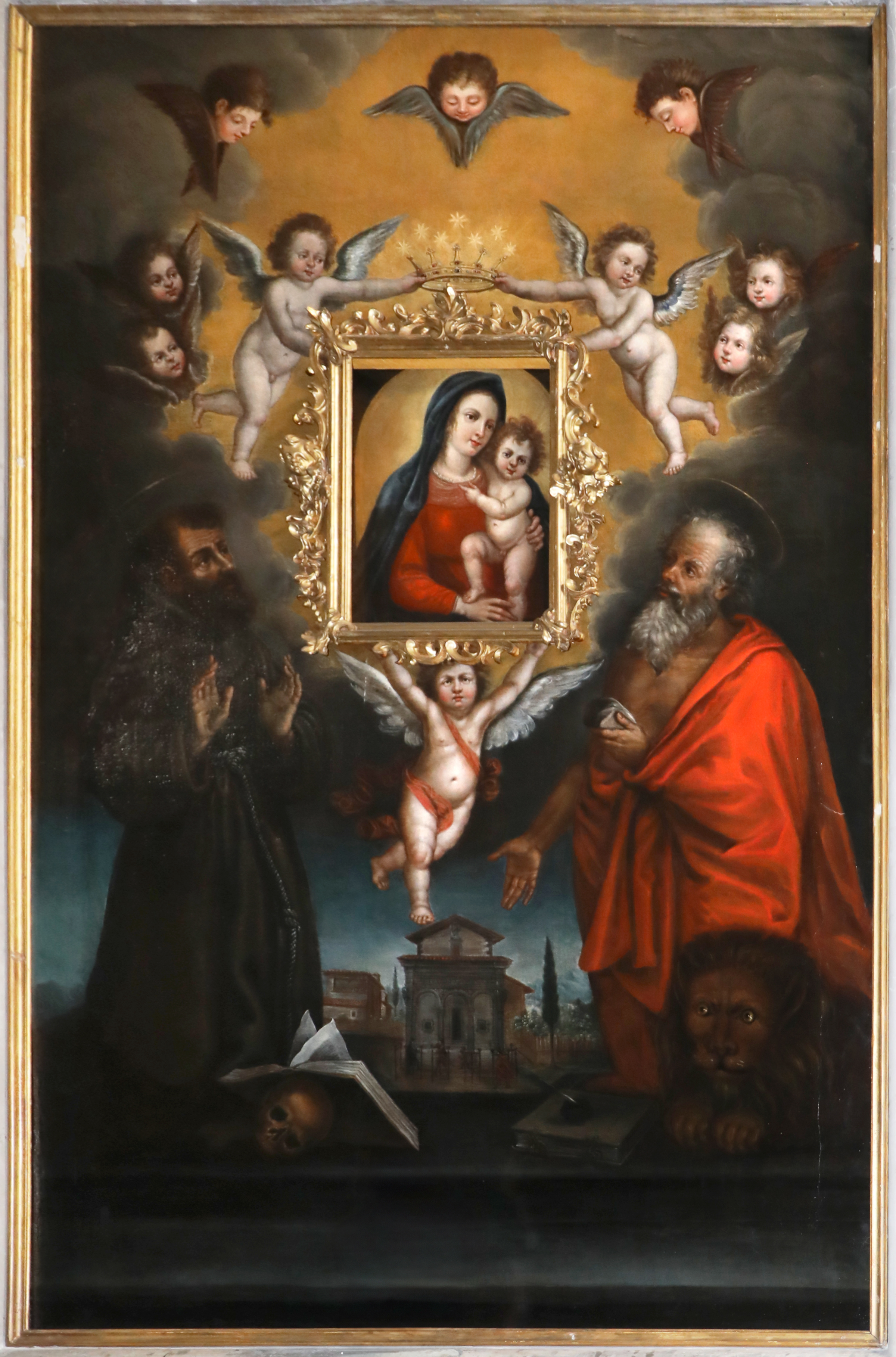
Scuola fiorentina, Madonna col Bambino e angeli tra i santi Francesco e Girolamo, XVII secolo
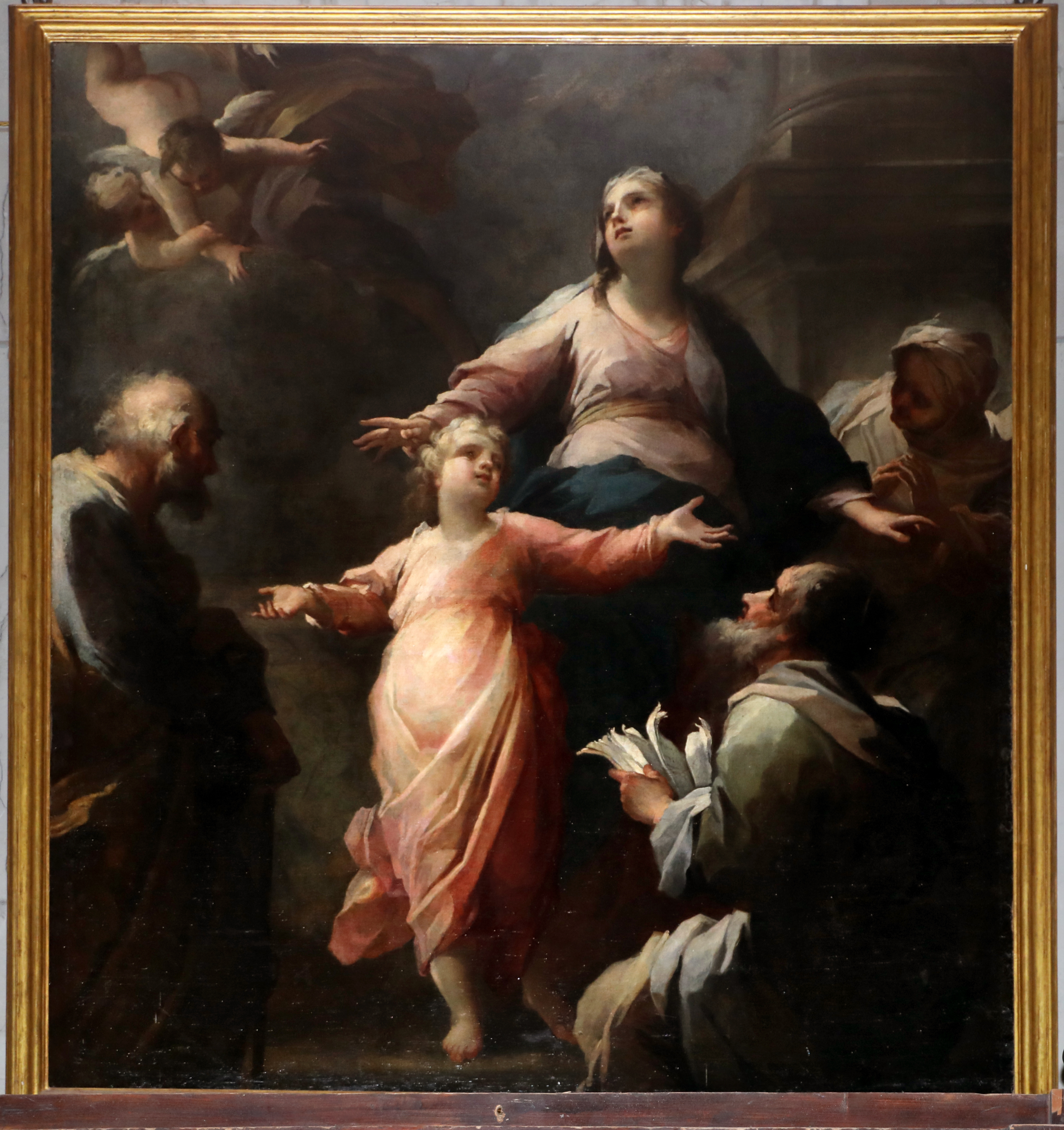
Giovanni Camillo Sagrestani, Presentazione di Maria Vergine al tempio, 1700-1725 circa